# Bourletiella luteovernalis
Bourletiella luteovernalis is een springstaartensoort uit de familie van de Bourletiellidae. De wetenschappelijke naam van de soort is voor het eerst geldig gepubliceerd in 1995 door Nayrolles.